# Alberto Undiano Mallenco
Alberto Undiano Mallenco (Pamplona, 8 oktober 1973) is een Spaans voetbalscheidsrechter.
Undiano Mallenco debuteerde in 1990 op zestienjarige leeftijd als scheidsrechter in het Spaanse amateurvoetbal. Vanaf 1994 floot hij in de Tercera División, vervolgens wist hij snel naam te maken en op 10 september 2000 leidde hij voor het eerst een wedstrijd in de Primera División. Met 26 jaar werd hij de jongste scheidsrechter ooit in de hoogste Spaanse divisie. In 2005 en 2007 werd hij onderscheiden met de Premio Don Balón voor beste scheidsrechter in de Primera División.
Sinds 2004 fluit Undiano Mallenco tevens op internationaal niveau. In 2007 was hij scheidsrechter in de finale van het wereldkampioenschap voetbal onder 20 jaar in Canada. Hij was actief op het WK 2010 in Zuid-Afrika, waar hij wedstrijden Duitsland-Servië, Noord-Korea-Ivoorkust en Nederland-Slowakije leidde. In de eerste wedstrijd deelde hij zeven gele kaarten en één rode (aan Miroslav Klose) uit.
In maart 2013 noemde de FIFA Undiano een van de vijftig potentiële scheidsrechters voor het Wereldkampioenschap voetbal 2014 in Brazilië.
Undiano Mallenco is woonachtig in de Noord-Spaanse gemeente Ansoáin. Hij studeerde sociologie en politicologie aan de Universiteit van Navarra.

## Interlands
| Datum             | Wedstrijd                     | Uitslag | Competitie                         | Kreeg geel | Kreeg voor de tweede keer geel en dus rood | Weggestuurd |
| ----------------- | ----------------------------- | ------- | ---------------------------------- | ---------- | ------------------------------------------ | ----------- |
| 28 mei 2004       | Finland – Zweden              | 1 – 3   | Vriendschappelijk                  | 0          | 0                                          | 0           |
| 4 juni 2005       | Azerbeidzjan – Polen          | 0 – 3   | WK 2006 kwalificatie               | 2          | 0                                          | 0           |
| 3 september 2005  | Estland – Letland             | 2 – 1   | WK 2006 kwalificatie               | 1          | 0                                          | 0           |
| 12 november 2005  | Schotland – Verenigde Staten  | 1 – 1   | Vriendschappelijk                  | 1          | 0                                          | 0           |
| 7 oktober 2006    | Roemenië – Wit-Rusland        | 3 – 1   | EK 2008 kwalificatie               | 2          | 0                                          | 0           |
| 28 maart 2007     | Polen – Armenië               | 1 – 0   | EK 2008 kwalificatie               | 4          | 0                                          | 0           |
| 6 september 2008  | Albanië – Zweden              | 0 – 0   | WK 2010 kwalificatie               | 0          | 0                                          | 0           |
| 11 februari 2009  | Griekenland – Denemarken      | 1 – 1   | Vriendschappelijk                  | 2          | 0                                          | 0           |
| 1 april 2009      | Tsjechië – Slowakije          | 1 – 2   | WK 2010 kwalificatie               | 3          | 0                                          | 0           |
| 9 september 2009  | Engeland – Kroatië            | 5 – 1   | WK 2010 kwalificatie               | 2          | 0                                          | 0           |
| 15 november 2009  | Costa Rica – Uruguay          | 0 – 1   | WK 2010 kwalificatie               | 5          | 1                                          | 0           |
| 18 juni 2010      | Duitsland – Servië            | 0 – 1   | WK 2010                            | 7          | 1                                          | 0           |
| 25 juni 2010      | Noord-Korea – Ivoorkust       | 0 – 3   | WK 2010                            | 0          | 0                                          | 0           |
| 28 juni 2010      | Nederland – Slowakije         | 2 – 1   | WK 2010                            | 5          | 0                                          | 0           |
| 12 oktober 2010   | Slowakije – Ierland           | 1 – 1   | EK 2012 kwalificatie               | 4          | 0                                          | 0           |
| 6 september 2011  | Oostenrijk – Turkije          | 0 – 0   | EK 2012 kwalificatie               | 3          | 0                                          | 0           |
| 11 oktober 2011   | Hongarije – Finland           | 0 – 0   | EK 2012 kwalificatie               | 1          | 0                                          | 0           |
| 11 september 2012 | België – Kroatië              | 1 – 1   | WK 2014 kwalificatie               | 4          | 0                                          | 0           |
| 14 november 2012  | Italië – Frankrijk            | 1 – 2   | Vriendschappelijk                  | 1          | 0                                          | 0           |
| 6 februari 2013   | Griekenland – Zwitserland     | 0 – 0   | Vriendschappelijk                  | 1          | 0                                          | 0           |
| 22 maart 2013     | Zweden – Ierland              | 0 – 0   | WK 2014 kwalificatie               | 3          | 0                                          | 0           |
| 6 september 2013  | Roemenië – Hongarije          | 3 – 0   | WK 2014 kwalificatie               | 4          | 0                                          | 0           |
| 11 oktober 2013   | Engeland – Montenegro         | 4 – 1   | WK 2014 kwalificatie               | 3          | 0                                          | 0           |
| 15 november 2013  | IJsland – Kroatië             | 0 – 0   | WK 2014 kwalificatie               | 0          | 0                                          | 1           |
| 5 maart 2014      | Rusland – Armenië             | 2 – 0   | Vriendschappelijk                  | 1          | 0                                          | 0           |
| 14 oktober 2014   | Polen – Schotland             | 2 – 2   | EK 2016 kwalificatie               | 3          | 0                                          | 0           |
| 14 juni 2015      | Slovenië – Engeland           | 2 – 3   | EK 2016 kwalificatie               | 1          | 0                                          | 0           |
| 10 oktober 2015   | Bosnië en Herzegovina – Wales | 2 – 0   | EK 2016 kwalificatie               | 4          | 0                                          | 0           |
| 4 juni 2016       | Oostenrijk – Nederland        | 0 – 2   | Vriendschappelijk                  | 1          | 0                                          | 0           |
| 11 oktober 2016   | Denemarken – Montenegro       | 0 – 1   | WK 2018 kwalificatie               | 4          | 0                                          | 0           |
| 12 november 2016  | Wales – Servië                | 1 – 1   | WK 2018 kwalificatie               | 7          | 0                                          | 0           |
| 11 juni 2017      | IJsland – Kroatië             | 1 – 0   | WK 2018 kwalificatie               | 0          | 0                                          | 0           |
| 7 oktober 2017    | Cyprus – Griekenland          | 1 – 2   | WK 2018 kwalificatie               | 5          | 0                                          | 0           |
| 23 maart 2018     | Saoedi-Arabië – Oekraïne      | 1 – 1   | Vriendschappelijk                  | 4          | 0                                          | 0           |
| 9 september 2018  | Frankrijk – Nederland         | 2 – 1   | UEFA Nations League 2018/19        | 2          | 0                                          | 0           |
| 17 november 2018  | Servië – Montenegro           | 2 – 1   | UEFA Nations League 2018/19        | 6          | 0                                          | 0           |
| 9 juni 2019       | Portugal – Nederland          | 1– 0    | Finale UEFA Nations League 2018/19 | 2          | 0                                          | 0           |

Laatste aanpassing op 18 november 2018